# Köyliö
Köyliö je bývalá obec ve finské provincii Satakunta. V roce 2014 zde žilo 2 694 lidí. K 1. lednu 2016 byla obec sloučena do obce Säkylä. V obci se narodil politik Petteri Orpo.